# Mont Tremblant
Ne doit pas être confondu avec la ville de Mont-Tremblant et Tremblant (centre de villégiature)

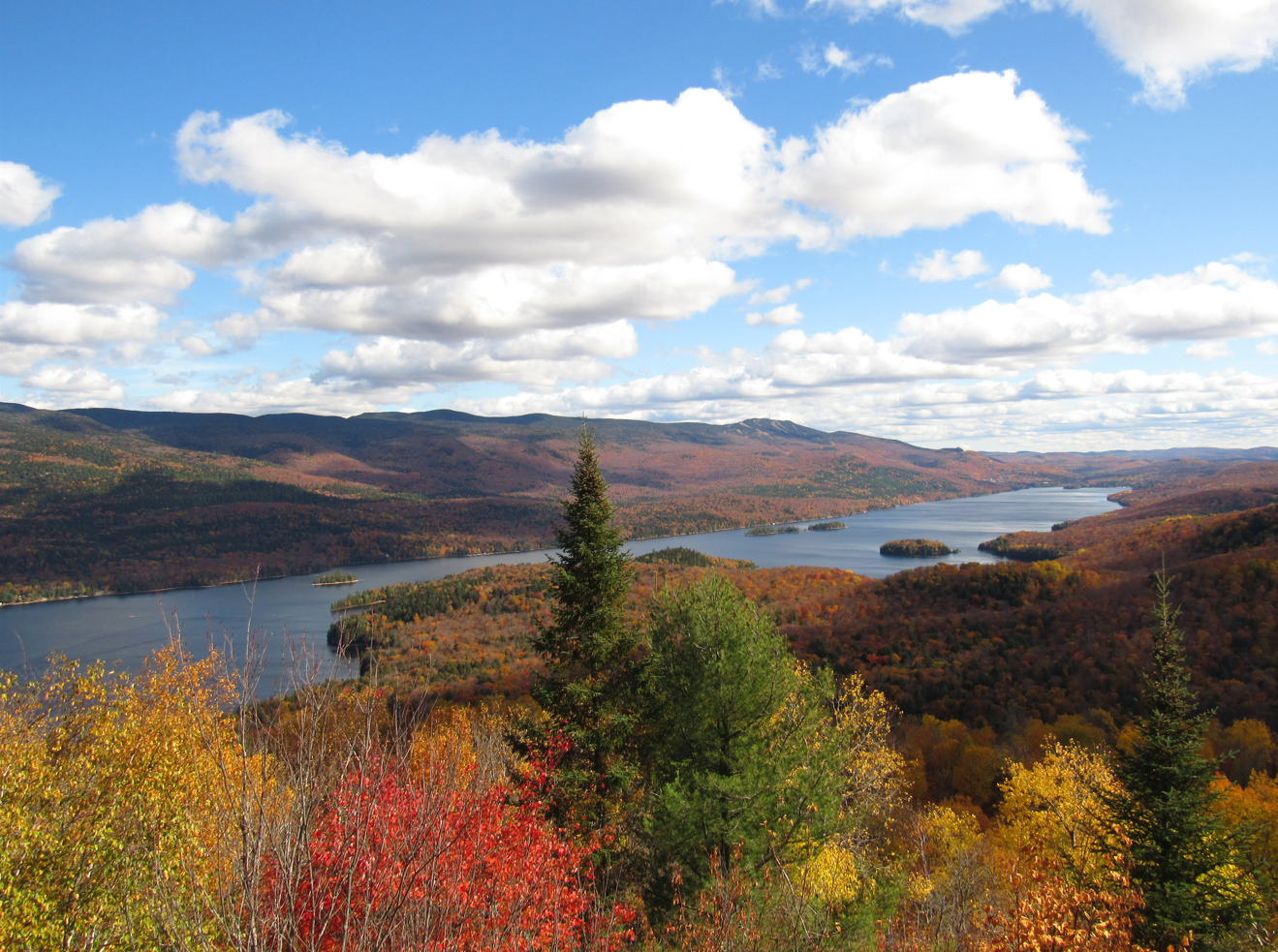
Mont et lac Tremblant.

Le mont Tremblant, dont le pic le plus élevé s'élève à 932 m, se trouve à quelque 15 km au nord-est de la ville de Mont-Tremblant, et à l'est du lac Tremblant, dans la région des Laurentides, au nord de Montréal. C'est l'un des plus hauts sommets de la chaîne de montagnes des Laurentides, situé en grande partie sur le territoire du parc national du Mont-Tremblant.

## Histoire
Un circuit automobile est construit au sud-ouest du mont Tremblant en 1964.
Le 16 mars 2009, l'actrice britannique Natasha Richardson fait une chute à ski au mont Tremblant. Elle meurt des suites de ses blessures deux jours plus tard.

## Attraits

### Centre de villégiature
Sous la bannière d'Intrawest jusqu'en 2018, Tremblant exploite la montagne avec 102 pistes de ski et de nombreux sentiers de randonnées étalés sur quatre versants.